# Malwa Singh
Malwa Singh (ur. 20 marca 1946 w Delhi, zm. 27 kwietnia 1990 tamże) – indyjski zapaśnik. Olimpijczyk z Tokio 1964, gdzie odpadł w eliminacjach w kategorii 52 kg w obu stylach wagowych. Mistrz i brązowy medalista igrzysk azjatyckich w 1962 roku.
- Turniej w Tokio 1964 – styl klasyczny

Przegrał z Bułgarem Angełem Kerezowem i odpadł z turnieju.
- Turniej w Tokio 1964 – styl wolny

Pokonał z Niemca Paula Neffa i przegrał z Amerykaninem Grayem Simonsem i zawodnikiem radzieckim Alim Alijewem.
W roku 1962 został laureatem nagrody Arjuna Award.